# Миничи (Кировская область)
Миничи — деревня в Арбажском районе Кировской области. 

## География
Находится на расстоянии примерно 9 километров по прямой на восток от районного центра поселка Арбаж.

## История
Известна с 1873 года как деревня Обжоринская (Миничи), в которой было дворов 5 и жителей 59, в 1905 (починок Обжорский или Миничи) 20 и 133, в 1926 (уже деревня Миничи) 25 и 137, в 1950 16 и 61. В 1989 году оставалось 38 человек. До января 2021 года входила в состав Арбажского городского поселения до его упразднения.

## Население
Постоянное население составляло 45 человек (русские 96%) в 2002 году, 2 в 2010.